# Anastasia Nichita
Anastasia Nichita (19 febbraio 1999) è una lottatrice moldava, specializzata nella lotta libera.

## Palmarès
- Giochi olimpici estivi

Parigi 2024: argento nei -57 kg;
- Campionati mondiali di lotta

Belgrado 2022: oro nei 59 kg.
Belgrado 2023: argento nei 57 kg.
- Europei

Bucarest 2019: bronzo nei 57 kg.
Roma 2020: oro nei 59 kg.
Varsavia 2021: bronzo nei 59 kg.
Budapest 2022: oro nei 59 kg.
Zagabria 2023: oro nei 59 kg.
- Giochi europei

Minsk 2019: bronzo nei 57 kg.